# Atenizus simplex
Atenizus simplex là một loài bọ cánh cứng trong họ Cerambycidae.